# رابرت هیز
رابرت هیز (انگلیسی: Robert Hays؛ زادهٔ ۲۴ ژوئیهٔ ۱۹۴۷) هنرپیشه اهل ایالات متحده آمریکا است. وی از سال ۱۹۷۵ میلادی تاکنون مشغول فعالیت بوده‌است.

## گزیده فیلمشناسی
- هواپیما! (۱۹۸۰)
- بارانی (۱۹۸۳)
- چشم گربه (۱۹۸۵)
- دکتر تی و زنان
- کارآگاه راکفورد
- دکتر مارکوس ولبی (۱۹۷۵)
- خیابان‌های سان‌فرانسیسکو (۱۹۷۶)
- کنن (۱۹۷۶)
- به سوی خانه (۱۹۹۳)
- به سوی خانه ۲ (۱۹۹۶)